# Bartolomeo Castelli
Bartolomeo Castelli (1650 – 5 de abril de 1730) foi um prelado católico romano que serviu como bispo de Mazara del Vallo de 1695 a 1730.

## Sucessão episcopal
Enquanto bispo, ele foi o principal co-consagrador de:
- Francesco del Giudice (1704);
- Giovanni Battista Costantino (1718);
- Domenico Antonio Menafra (1718);
- Gioacchino Francesco Caprini (1718);
- Gianmaria Capecelatro (1718);
- Bernardo Cavalieri (1718); e
- Giacomo Falconi (1718).